# Breda A.2
Il Breda A.2, citato anche come Breda A2, fu un aereo civile bi-triposto, monomotore, monoplano ad ala bassa, sviluppato dalla divisione aeronautica dell'azienda italiana Società Italiana Ernesto Breda negli anni venti.
Destinato al mercato dell'aviazione da diporto e commerciale, proposto in diverse configurazioni adatte a ricoprire i ruoli di aereo da addestramento, aereo postale e da trasporto leggero anche in territorio coloniale, venne utilizzato principalmente nelle scuole di volo civili dell'epoca.

## Storia del progetto
Con lo sviluppo dell'aviazione promosso in Italia dal nuovo regime fascista, la Breda decise di cogliere le opportunità offerte dal nuovo mercato in espansione, avviando lo sviluppo di un nuovo velivolo destinato all'uso civile, affiancando un uso prettamente turistico indicato anche per l'addestramento dei nuovi piloti nelle scuole di volo nazionali, a quello commerciale, per offrire un modello adatto al trasporto leggero di merci e per il servizio di posta aerea.
Il progetto venne affidato alla guida dell'ingegnere Ugo Abate, il quale disegnò un velivolo che abbinava un aspetto, per l'epoca, moderno, con gruppo motoelica traente e ala monoplana, ad una costruzione quasi interamente metallica attingendo all'esperienza che l'azienda aveva nel campo della metallurgia e delle leghe leggere, ed affidandosi alla tela trattata solamente per la ricopertura della fusoliera. Il modello, indicato dall'azienda con la sigla A.2, era visivamente caratterizzato dalla presenza di due abitacoli aperti e separati destinati all'equipaggio, inizialmente dotati di tre posti per poi svilupparne una versione biposto. Tra le proposte vi era anche una particolare versione aeroambulanza che sfruttava i 60 m³ della fusoliera per accogliere tre feriti oltre al pilota.

## Descrizione tecnica
L'A.2 era un velivolo dall'aspetto, per il periodo, convenzionale, un monoplano ad ala bassa, monomotore in configurazione traente e carrello fisso, caratterizzato tuttavia da una struttura moderna interamente metallica.
La fusoliera, a sezione rettangolare rastremata verso coda e ricoperta in tela trattata, era realizzata con una struttura in tubi d'acciaio collegati tra loro tramite giunti a pipe, soluzione che evitava l'uso di saldature e consentiva una più agevole manutenzione, ed integrava i due abitacoli aperti e separati, con l'equipaggio protetto da parabrezza. Nella versione triposto, l'anteriore presentava i due posti per l'equipaggio affiancati. Posteriormente terminava in un impennaggio monoderiva, i cui piani orizzontali, controventati superiormente tramite tiranti in cavetto d'acciaio ed inferiormente da una coppia di montantini "a V", erano montati a filo sul dorso della parte terminale della fusoliera.
La velatura era di tipo monoplana, con struttura interamente metallica, montata bassa e a sbalzo sulla fusoliera e dotata di alettoni. I longheroni in lamiera d'acciaio ad alta resistenza erano stampati a freddo e abbinati a centine in duralluminio per contenere la massa complessiva del velivolo.
Il carrello d'atterraggio adottava la semplice architettura biciclo anteriore, con elementi anteriori ruotati indipendenti montati su struttura ammortizzata deformabile abbinati a un pattino, anch'esso ammortizzato, posizionato sotto la coda.
La propulsione era affidata ad un motore posizionato all'apice anteriore della fusoliera abbinato ad un'elica bipala in legno a passo fisso. Proposto nella versione da addestramento con un Colombo S.63 raffreddato ad aria da 130 CV (69 kW), nel 1930 era possibile equipaggiarlo o con uno SPA 6A da 200 CV (147 kW) o in alternativa con un'Isotta Fraschini Asso 200 da 250 CV (184 kW), entrambi 6 cilindri in linea raffreddati a liquido, riconoscibili dal singolare radiatore posizionato sotto la fusoliera.